# Fazıl Hüsnü Dağlarca

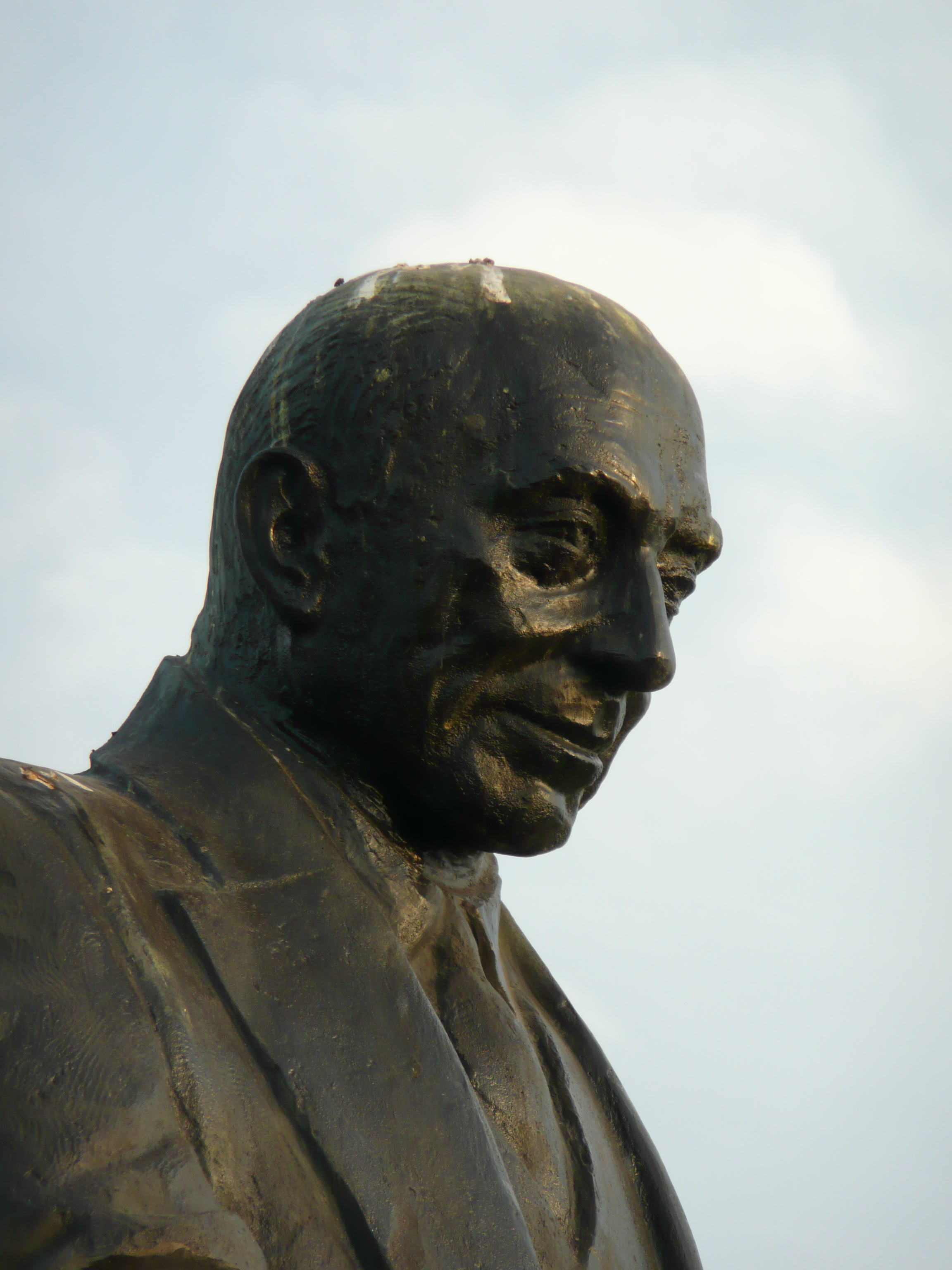
Staty av Fazıl Hüsnü Dağlarca i Istanbul.

Fazıl Hüsnü Dağlarca, född 26 augusti 1914 i Istanbul, död 15 oktober 2008 i Istanbul, var en turkisk poet och författare.
Dağlarca utbildades till officer vid militärakademien i Istanbul och tjänstgjorde i armén 1935-1950. Därefter arbetade han som inspektör i arbetsministeriet tills han 1960 öppnade en bokhandel och ett förlag som han drev till 1974. Han har även givit ut den litterära tidskriften Türkçe.